# Steve Jones (atleta)
Stephen "Steve" Henry Jones (Tredegar, 4 de agosto de 1955) é um maratonista britânico nascido no País de Gales.
Mecânico da Royal Air Force, ele começou no atletismo disputando provas de longa distância em pista e competiu pela Grã-Bretanha nos Jogos de Los Angeles 1984, ficando em 8º lugar nos 10.000 m. Menos de dois meses depois, Jones quebrou o recorde mundial da maratona ao vencer a Maratona de Chicago em 2:08:05. No ano seguinte, venceu a Maratona de Londres em abril e retornou a Chicago em outubro para defender seu título. Em abril daquele ano, o português Carlos Lopes havia quebrado seu recorde anterior marcando 2:07:12 na Maratona de Rotterdam. Em Chicago, Jones venceu a prova em 2:07:13, ficando a apenas um segundo da marca de Lopes. Depois de alguns anos sem melhores resultados devido à contusões, voltou ao topo ao vencer a Maratona de Nova York de 1988 em 2:08:20.
Sua melhor marca, 2:07:13, foi o recorde britânico por 33 anos até ser quebrado por Mo Farah na Maratona de Londres de 2018.